# Wupper bei Radevormwald
Das Naturschutzgebiet Wupper bei Radevormwald liegt auf dem Gebiet der Stadt Radevormwald im Oberbergischen Kreis in Nordrhein-Westfalen.
Das etwa 120,8 ha große Gebiet, das im Jahr 2003 unter Naturschutz gestellt wurde, erstreckt sich nordwestlich der Kernstadt Radevormwald entlang der Wupper. Am östlichen Rand des Gebietes verläuft die Landesstraße L 414.

## Beschreibung
Der unter Naturschutz stehende Abschnitt beginnt unterhalb der Wuppertalsperre bei Krebsöge und erstreckt sich in nördlicher Richtung bis in die Nähe des Wuppertaler Ortsteils Beyenburg.
Die Wupper-Stauanlage Dahlhausen bewirkt, dass die Wupper ab Wilhelmstal bis zum Stauwehr nur geringe Fließgeschwindigkeit besitzt. Hier hat sich ein breiter Abschnitt mit flachen schlammigen Ufern, kleineren naturnah bestockten Inseln und Totholz im Wasser ausgebildet.
Danach mäandriert die Wupper stark und es haben sich naturnahe Flussverläufe mit sand-kiesigen, teils auch schlammigen Flussbettbereichen ausgebildet. In anderen Abschnitten ist sie dagegen begradigt und verengt worden, wodurch sich größere Fließgeschwindigkeiten ergeben.
Die Bedeutung des Gebietes beruht auf dem überwiegend relativ naturnahen Verlauf der Wupper mit standortgerechten Ufergehölzen und Säumen sowie den naturnahen Wäldern. Dazu gehören die standortgerechten Buchen-Eichen- und Hainsimsen-Buchenwälder mit großen Alt- und auch Totholzanteilen, aber auch kleinere Schwarzerlen-Auwälder. Das Naturschutzgebiet ist von internationaler Bedeutung und gehört in Teilen dem FFH-Gebiet „Wupper östlich Wuppertal“ an, eingebettet in das Netzwerk der natura 2000-Gebiete.
An der Wupper bei Oede-Schlenke ist deutlich zu erkennen, dass der Biber auch die Wupper östlich Wuppertal für sich entdeckt hat. Viele andere seltene oder gefährdete Tierarten sind im Naturschutzgebiet heimisch: Eisvogel  (Alcedo atthis), Wasseramsel (Cinclus cinclus), Schwarzstorch (Ciconia nigra) und Rotmilan (Milvus milvus). Der Uhu ist möglicherweise auch in den Steinbrüchen und Felshängen bei Dahlhausen heimisch, wie Vogelbeobachter berichten. An wichtigen, selten und gefährdeten Pflanzenarten sind hervorzuheben: Rapunzel-Glockenblume (Campanula rapunculus), Wiesen- oder Schlangen-Knöterich (Polygonum bistorta), Sumpf-Schwertlilie (Iris pseudacorus) und Sumpf-Dotterblume (Caltha palustris).

## Wanderwege
Ab dem Wanderparkplatz am Stausee in Wuppertal-Beyenburg kann man am linken Wupperufer bis zur Staumauer der Wuppertalsperre bei Wilhelmstal (Radevormwald) wandern, wo auch Wanderparkplätze vorhanden sind. Der Wanderweg ist mit den Zeichen: Raute 6, halbes Mühlrad und ab Dahlhausen auch mit der roten 1 (Bergischer Streifzug 1: Tuchmacherweg) und mit (Ra) (Rund um Radevormwald) gekennzeichnet.

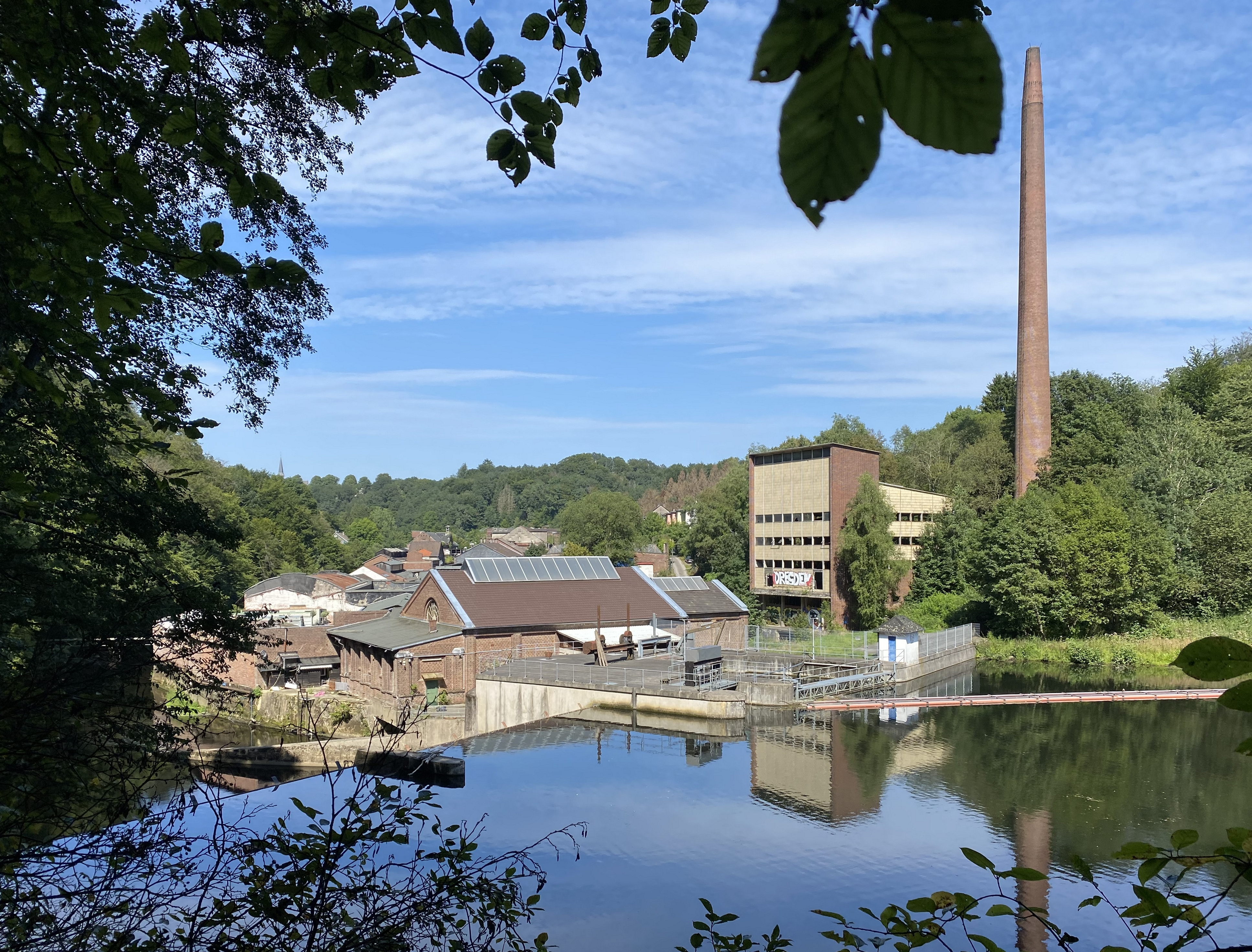
Stauanlage Dahlhausen
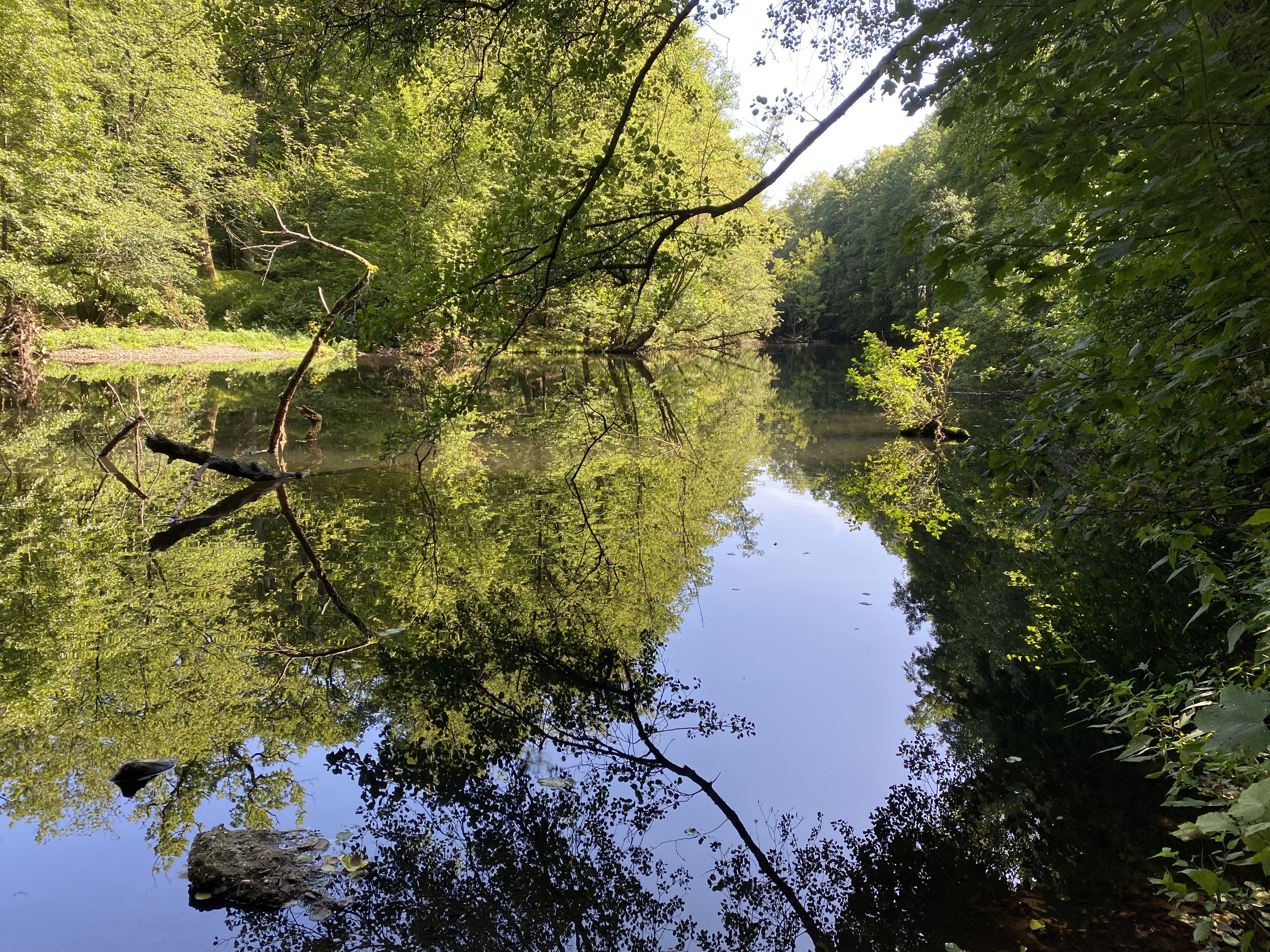
Wupper bei Wilhelmstal
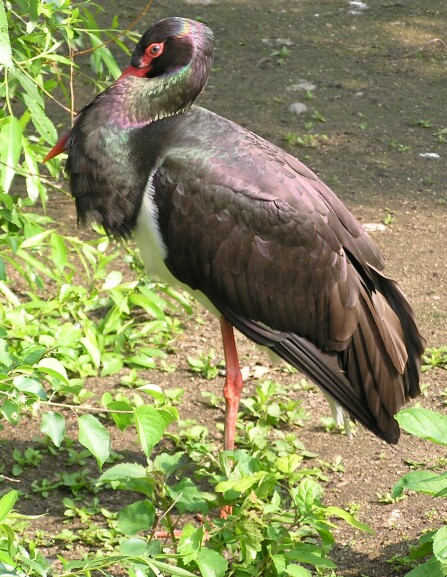
Schwarzstorch (Ciconia nigra)
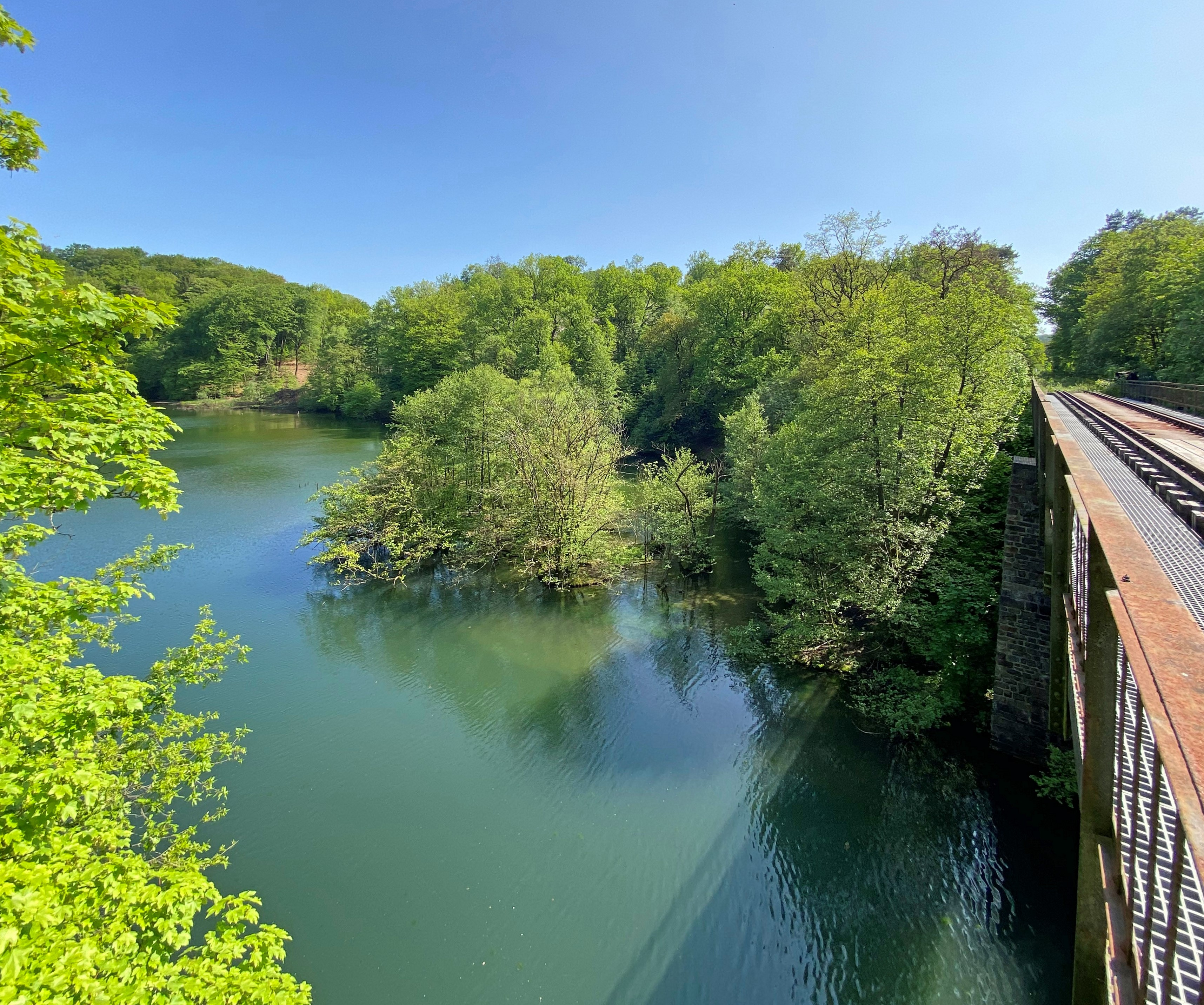
Blick von der Eisenbahnbrücke bei Wilhelmstal auf die aufgestaute Wupper
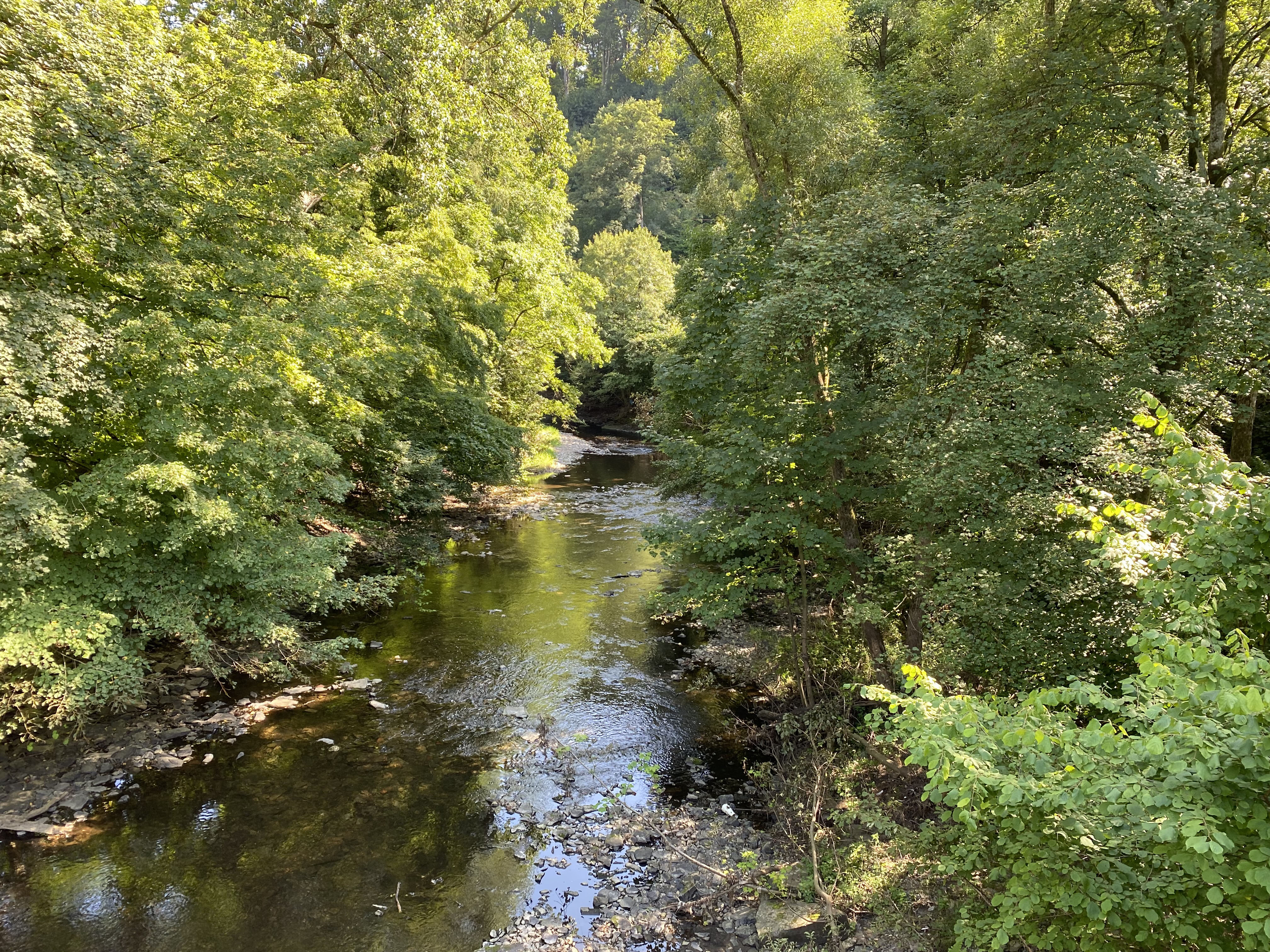
Wupper bei Dahlerau
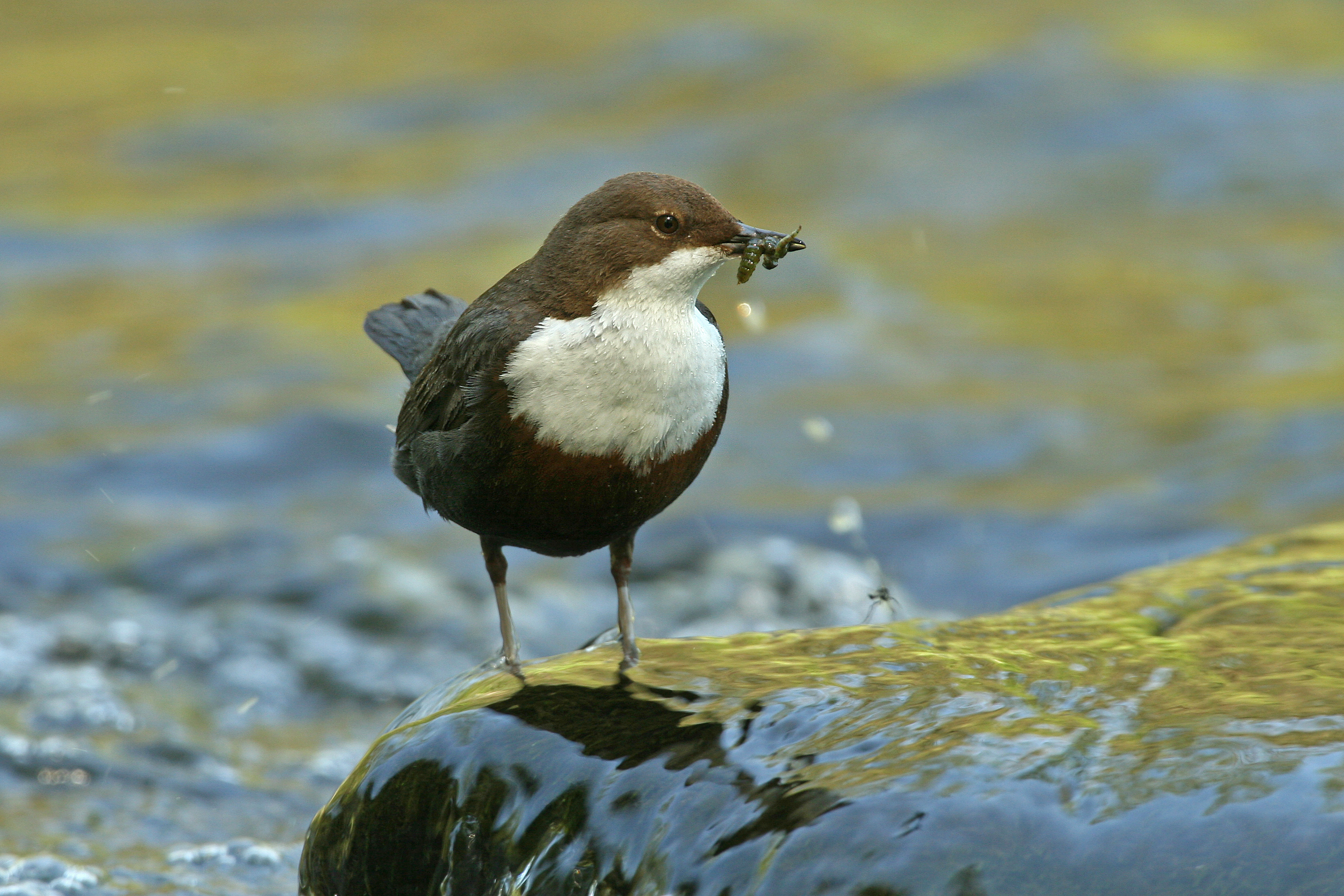
Wasseramsel (Cinclus cinclus)
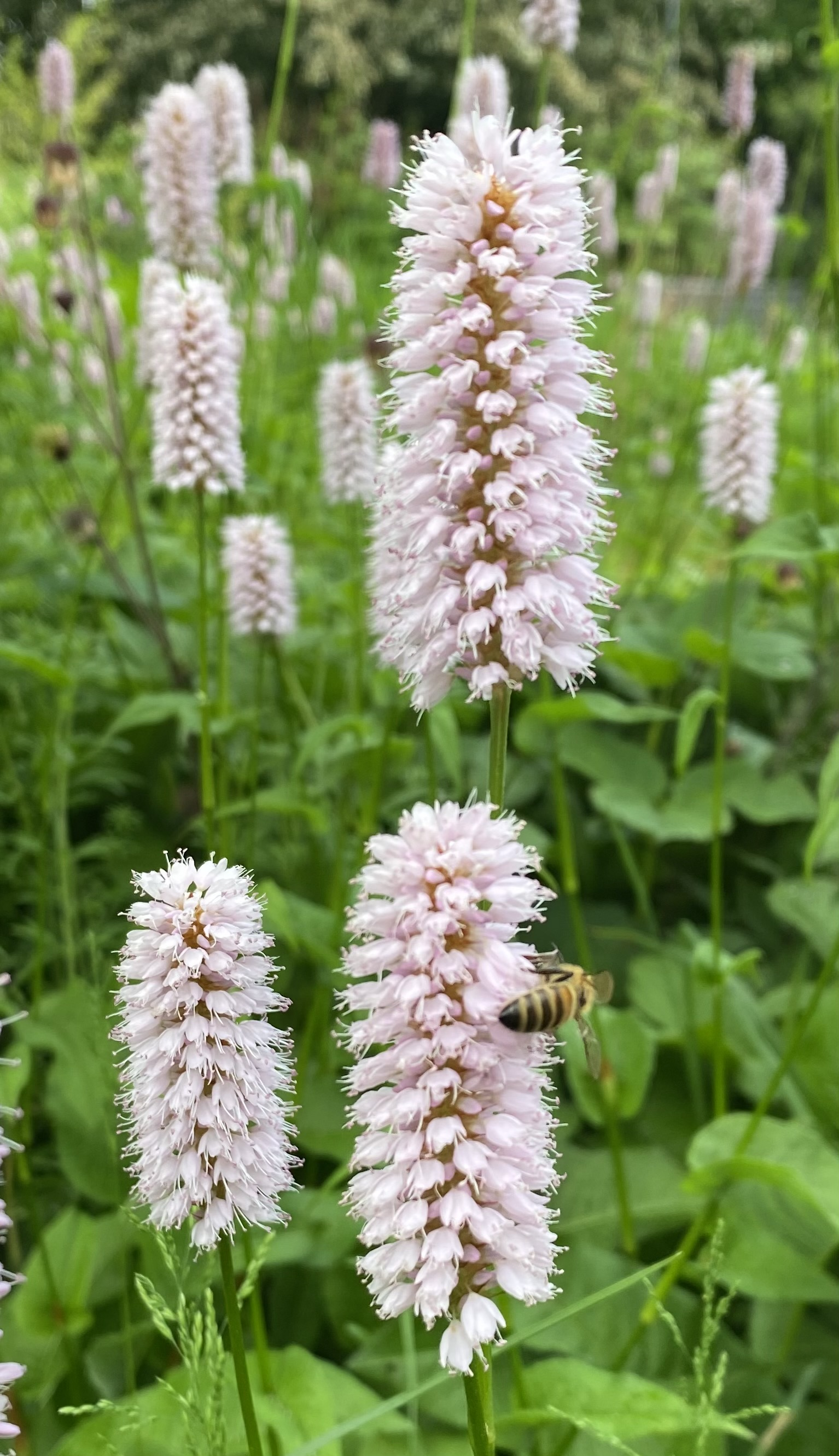
Wiesen- oder Schlangen-Knöterich (Bistorta officinalis)
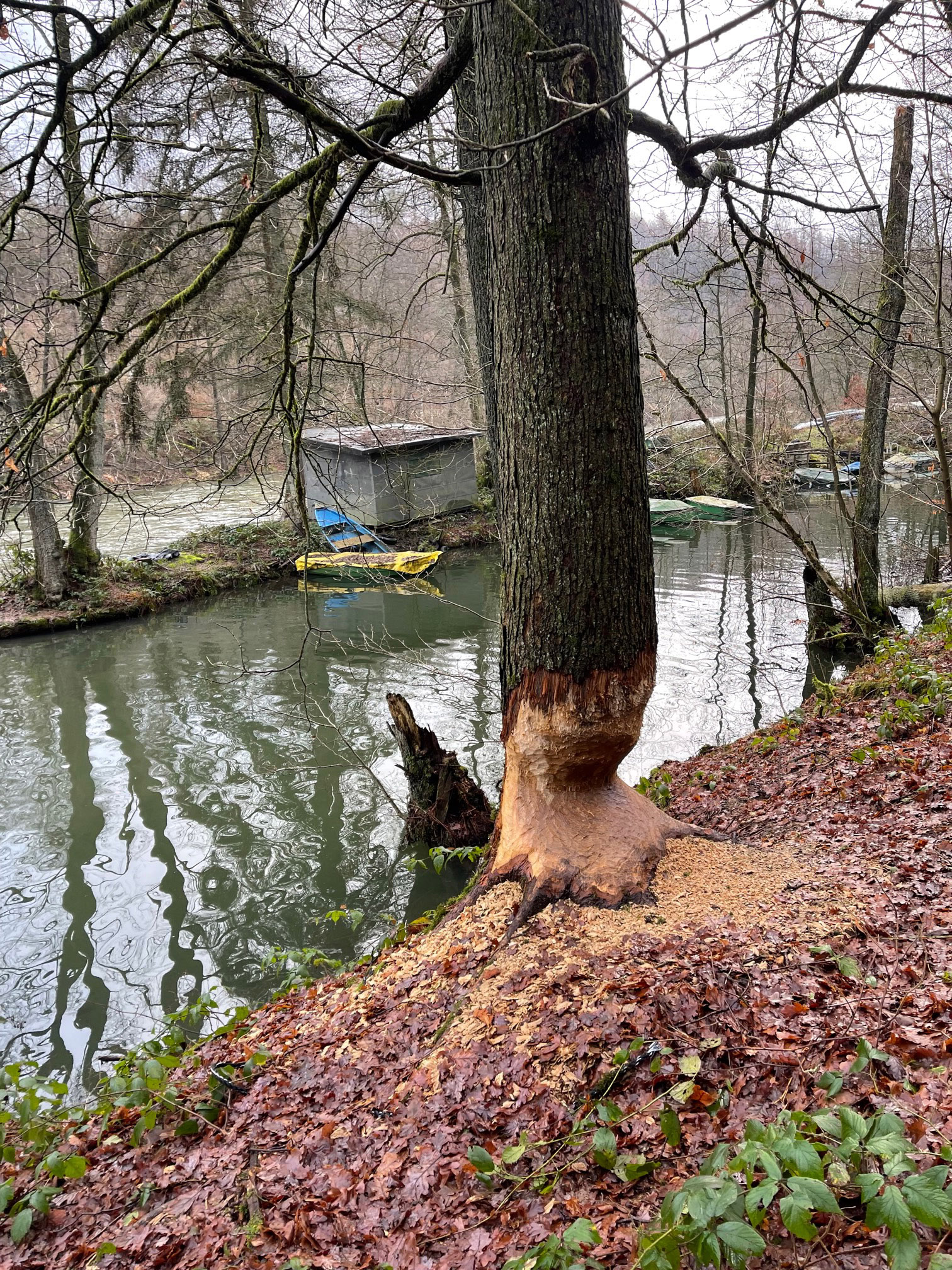
Biber-Spuren in Oede-Schlenke am Wupperufer
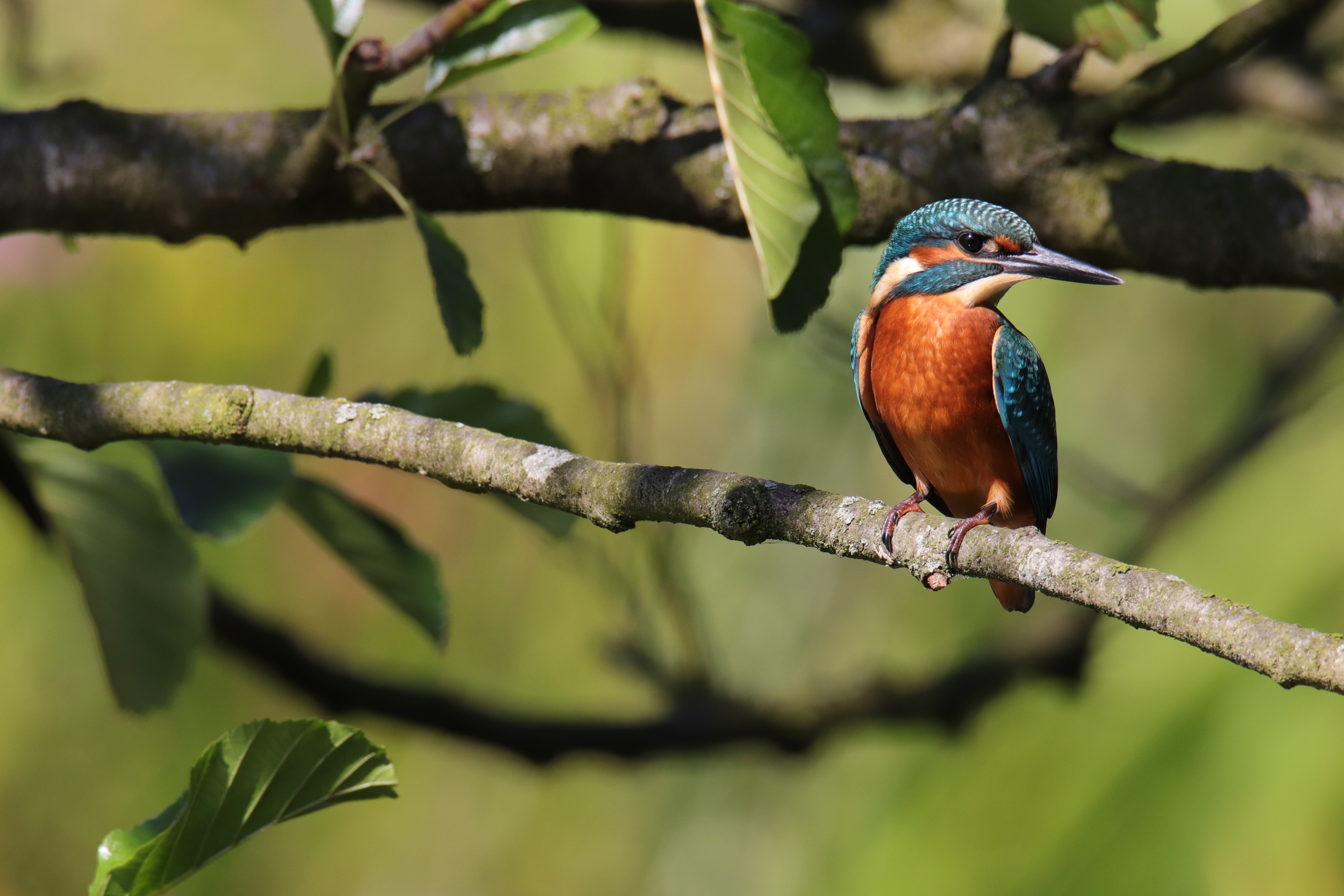
Eisvogel (Alcedo atthis)
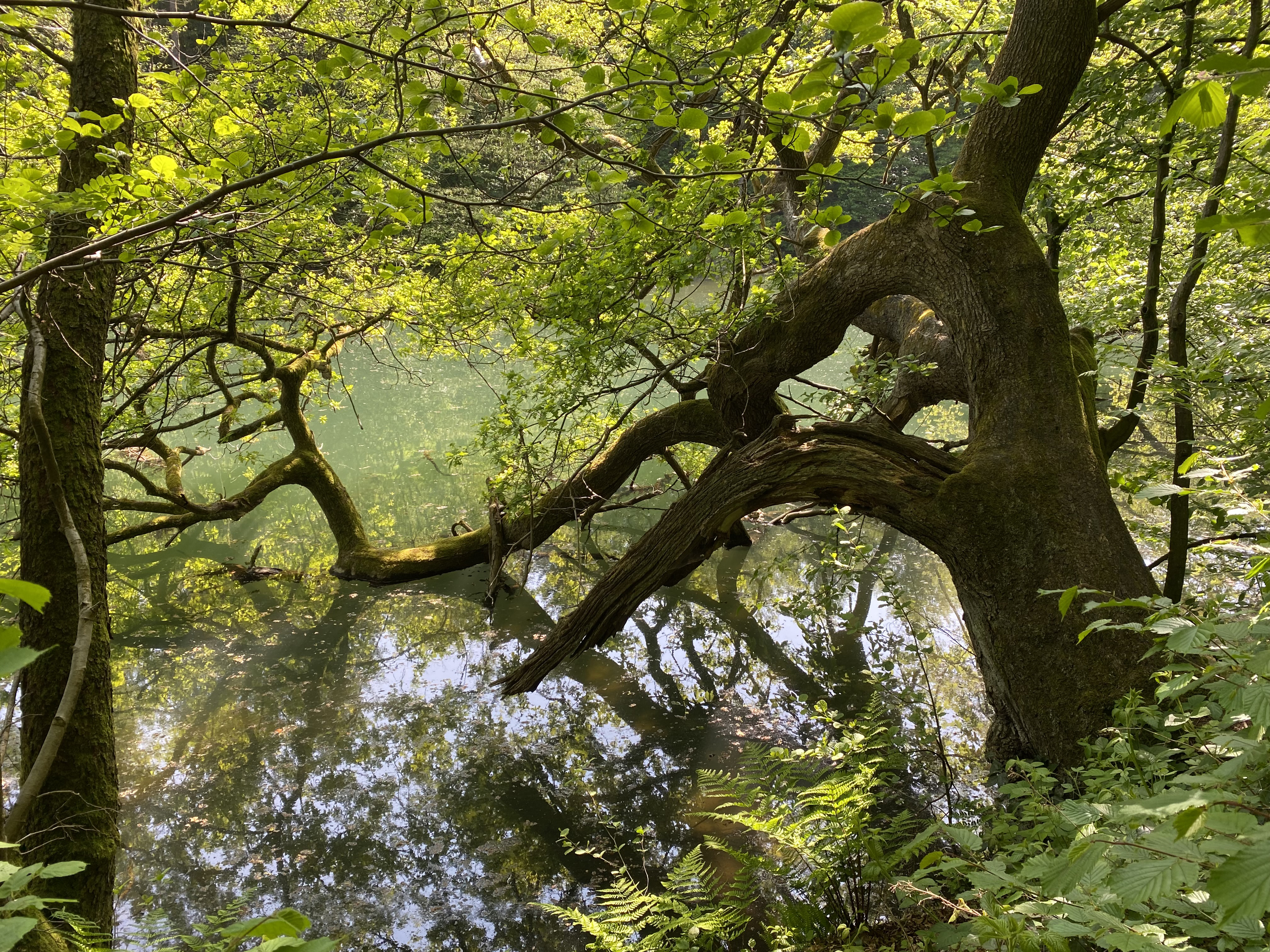
Bizarre Uferbäume an der Wupper bei Wilhelmstal
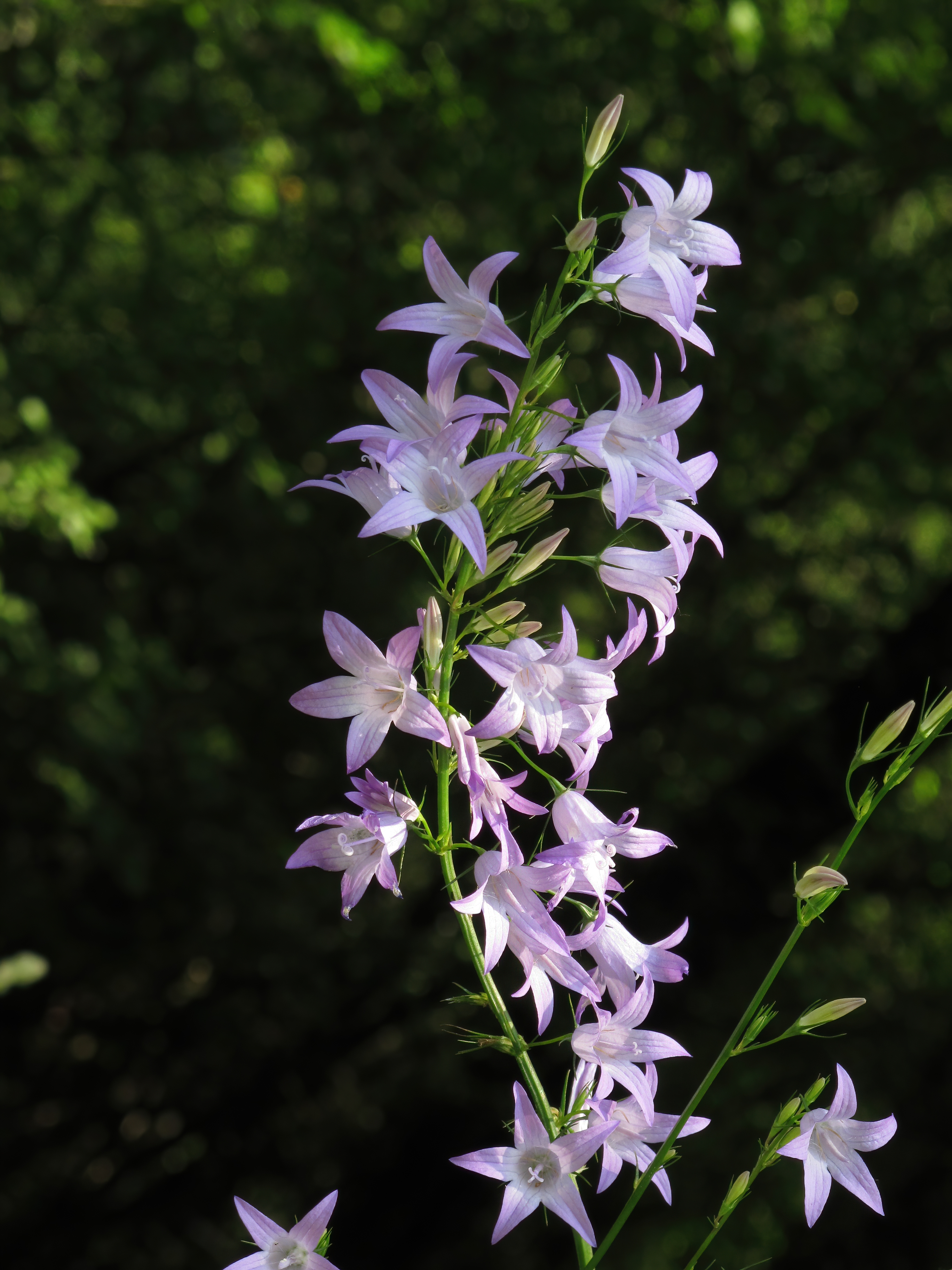
Rapunzel-Glockenblume (Campanula rapunculus)
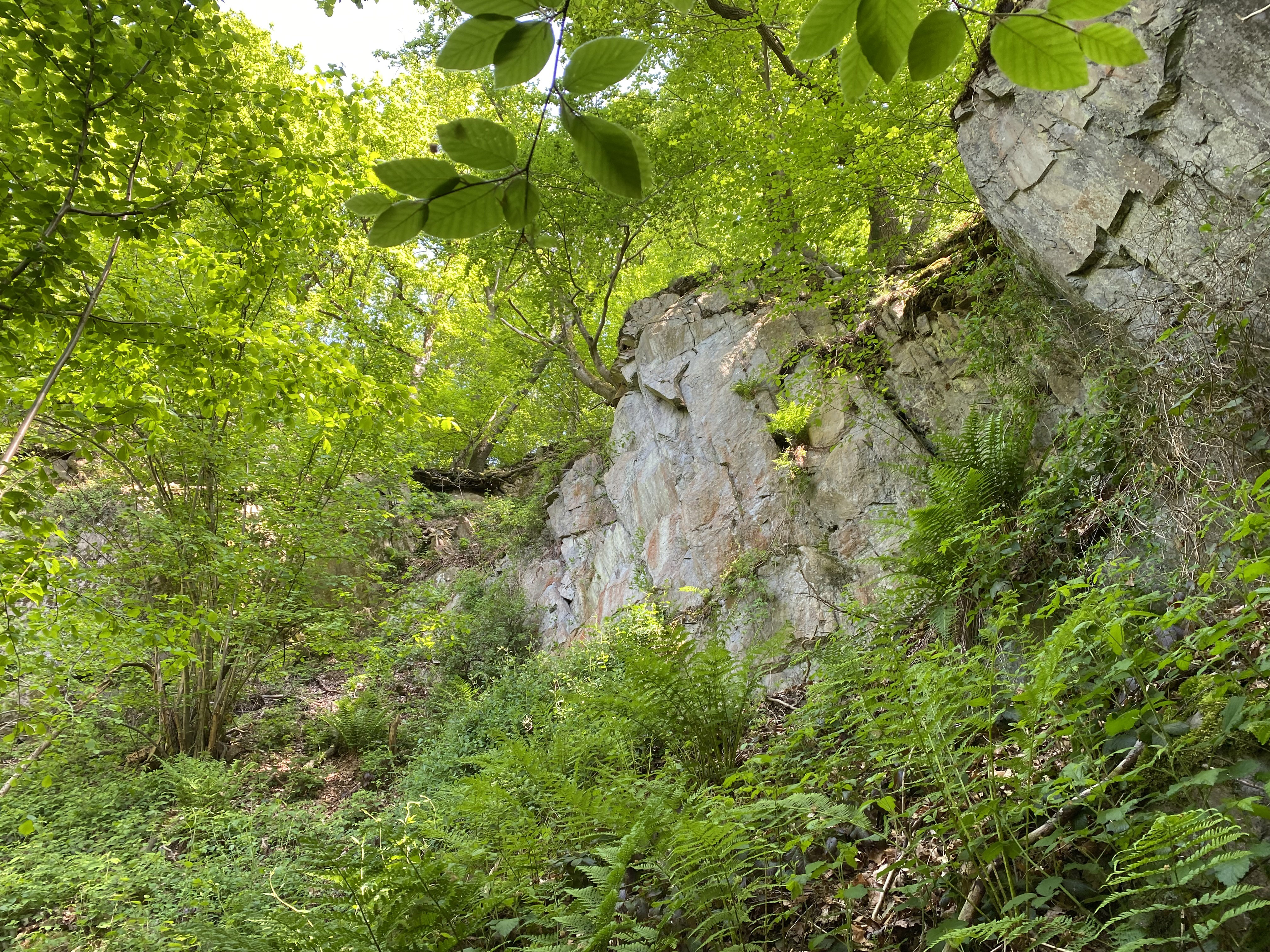
Steinbruch bei Dahlhausen – potentielles Quartier für den Uhu
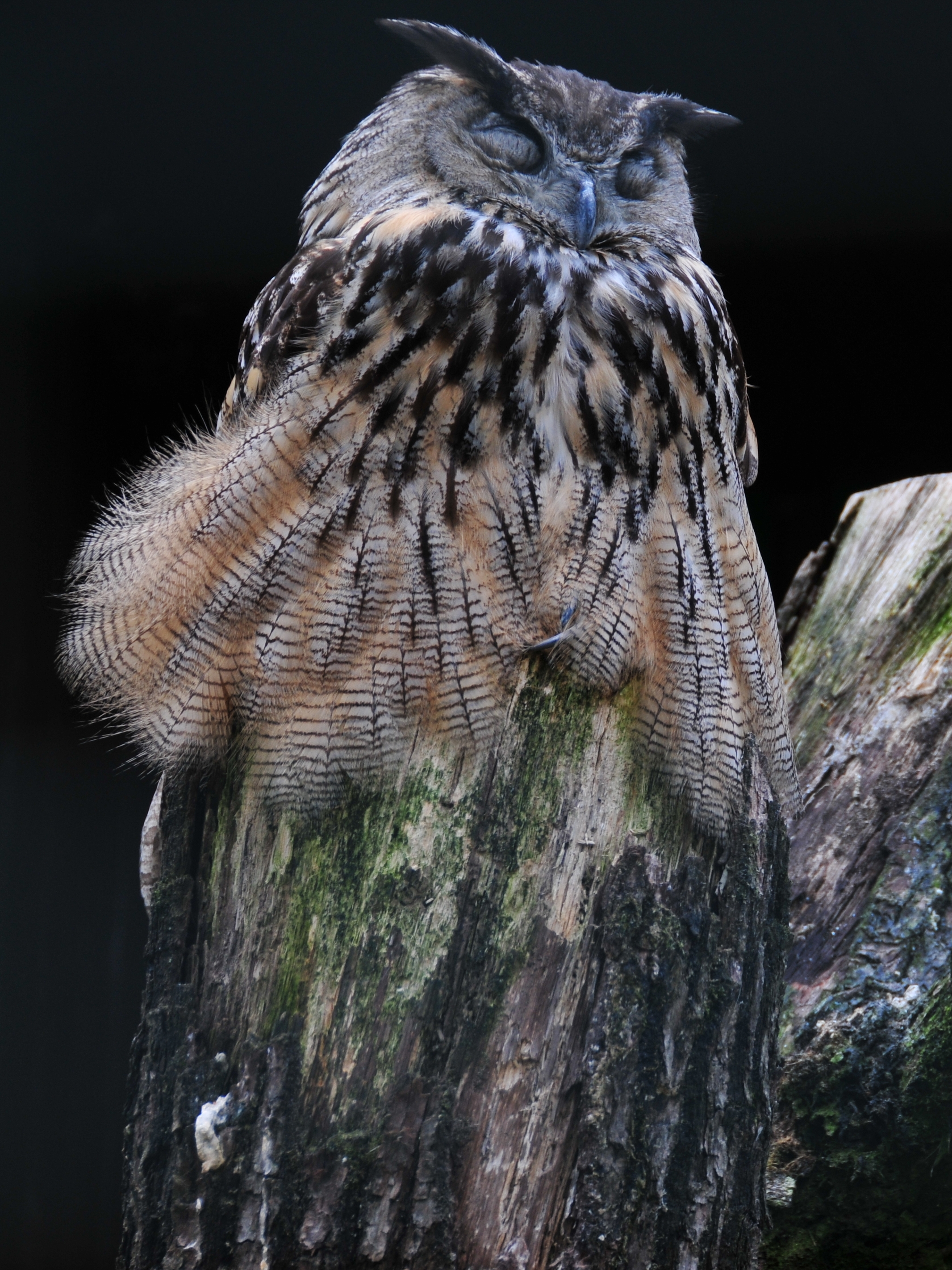
Uhu (Bubo bubo)
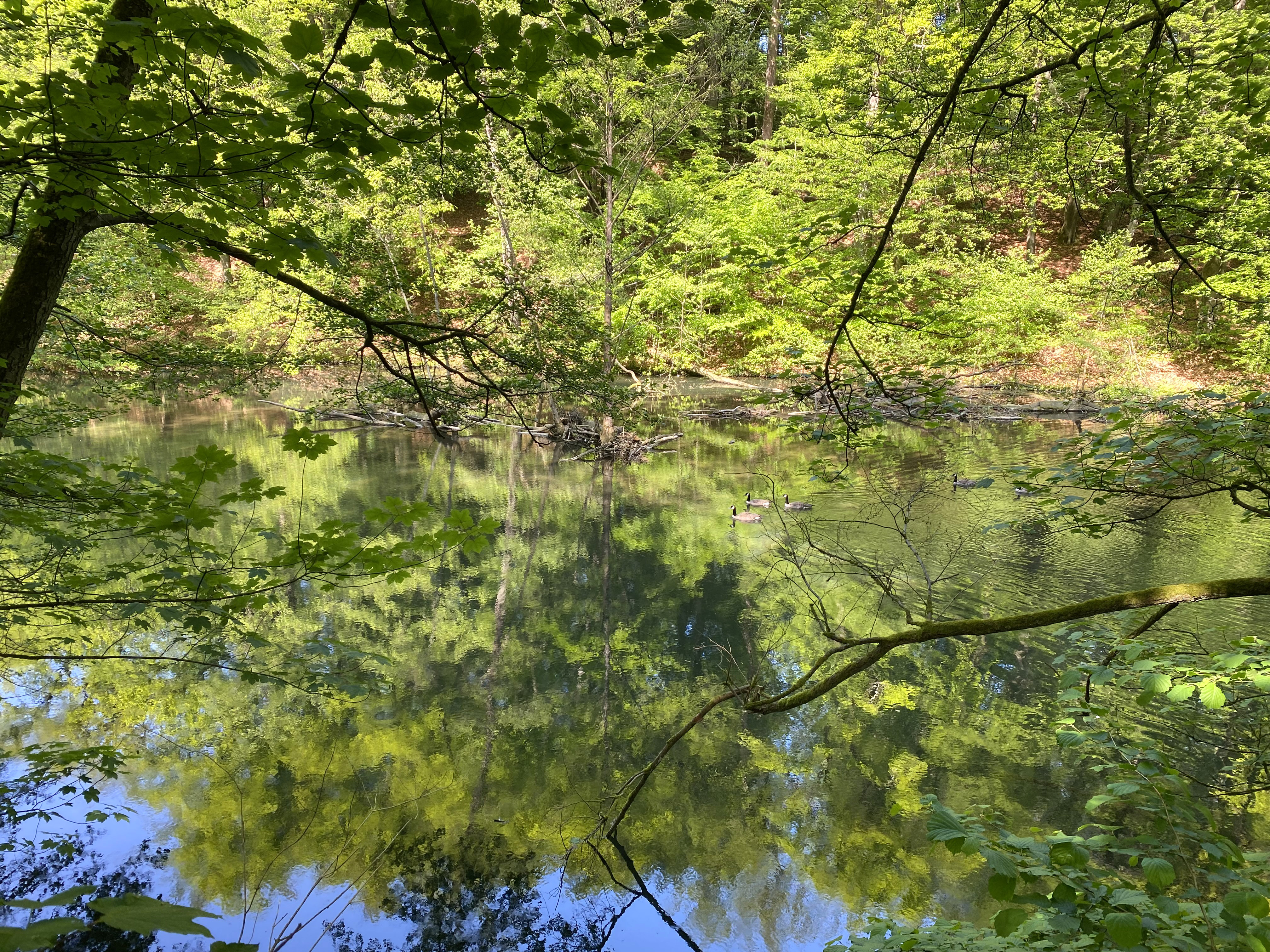
Gruppe Kanadagänse bei Wilhelmstal
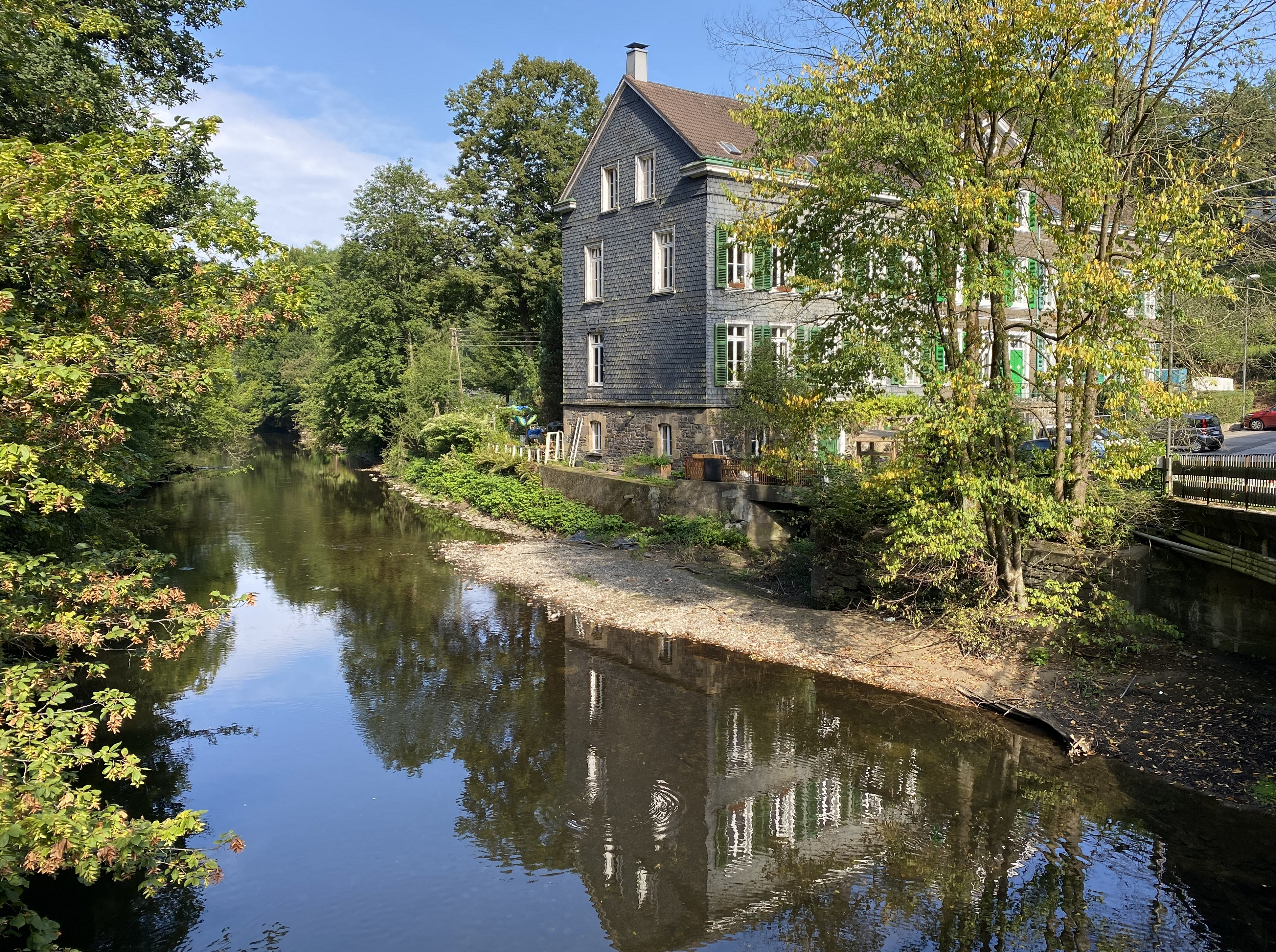
Wupper am alten Industrie-Standort Vogelsmühle (Tuchfabrikation)
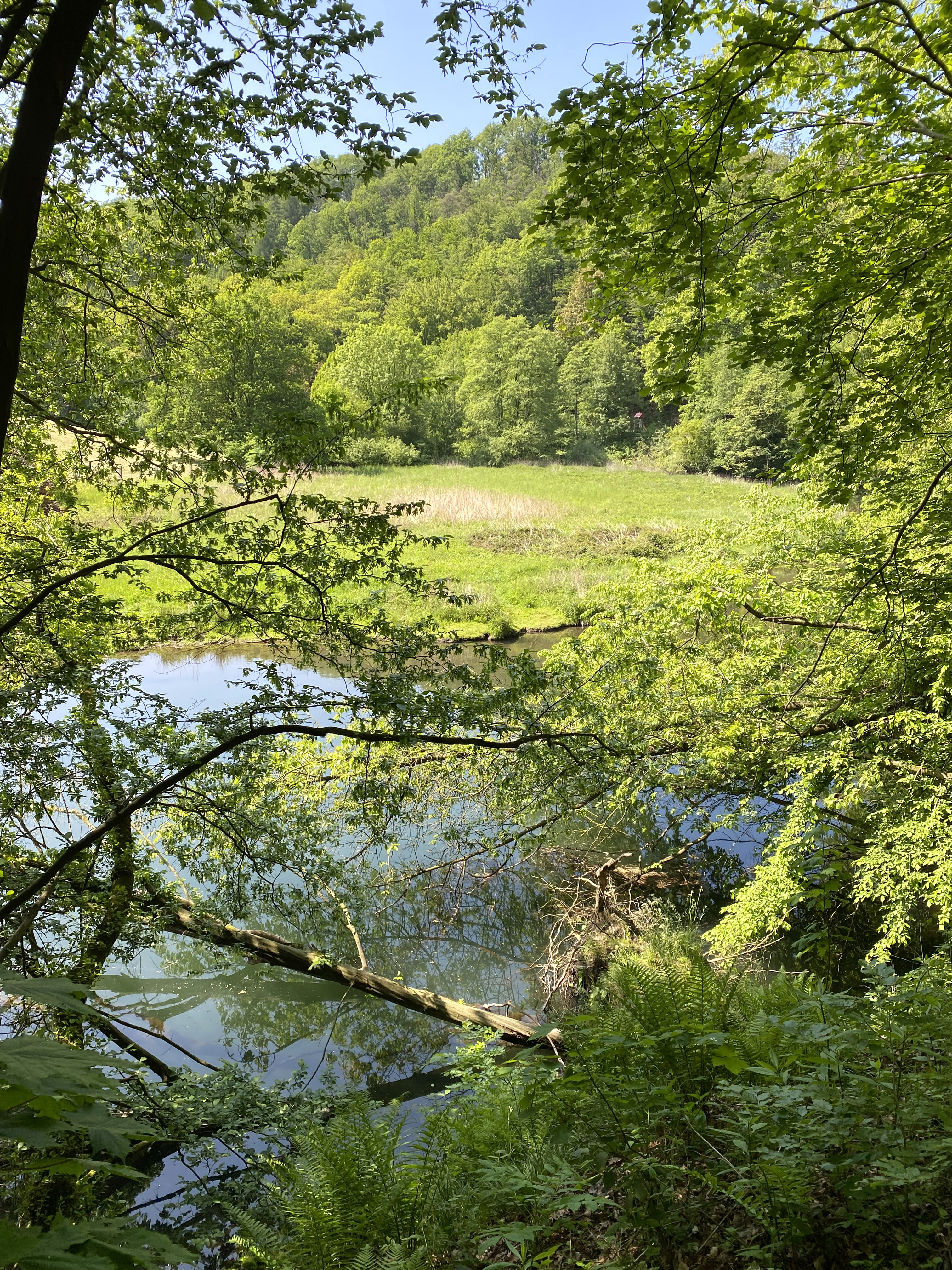
Auwiesen an der Wupper